# Periclimenes kempi
Periclimenes kempi är en kräftdjursart som beskrevs av Bruce 1969. Periclimenes kempi ingår i släktet Periclimenes och familjen Palaemonidae. Inga underarter finns listade i Catalogue of Life.